# Forme différentielle de degré un
En géométrie différentielle, les formes différentielles de degré un, ou 1-formes (différentielles), sont les exemples les plus simples de formes différentielles.
Une 1-forme différentielle sur un ouvert d'un espace vectoriel normé est un champ de formes linéaires c'est-à-dire une application, qui, à chaque point de l'espace, fait correspondre une forme linéaire. Plus généralement, on peut définir de telles formes linéaires sur une variété différentielle. La définition d'une 1-forme est analogue à celle d'un champ de vecteurs ; ces deux notions sont d'ailleurs en dualité. Pour cette raison, les 1-formes différentielles sont parfois appelées des covecteurs ou champs de covecteurs, en particulier en physique.
L'exemple le plus simple de 1-forme différentielle est la différentielle d'une fonction numérique f, qui se note df. Réciproquement, à partir d'une forme différentielle ω, on peut rechercher s'il existe une fonction primitive de ω, c'est-à-dire telle que ω = df. Une condition nécessaire pour l'existence d'une telle fonction f est que la forme différentielle soit fermée. Mais cette condition n'est généralement pas suffisante, et le défaut d'existence est relié à la topologie du domaine considéré. Il est mesuré par un élément de ce qui est appelé le premier groupe de cohomologie de De Rham.
Par extension, il est possible de définir des 1-formes différentielles à valeurs dans des espaces vectoriels. Parmi les 1-formes différentielles remarquables, il faut citer les formes de contact et les connexions d'Ehresmann. Toutefois leurs définitions nécessitent une meilleure connaissance des formes différentielles et du calcul différentiel extérieur.

## Motivation et premiers exemples

### Les accroissements infinitésimaux
Les notations différentielles sont couramment utilisées de façon informelle en sciences physiques, pour désigner l'accroissement très petit d'une variable. Pour une variable réelle, le mot « accroissement » est pris en un sens algébrique, c'est-à-dire qu'un accroissement peut être compté positivement ou négativement. Il est également possible de parler de l'accroissement infinitésimal d'un vecteur variable.
Ainsi, en cinématique, on note {\displaystyle x,y,z} les variables d'espace, et {\displaystyle t} la variable de temps, rapportées à un certain référentiel. Les variations infinitésimales correspondantes seront respectivement notées {\displaystyle \mathrm {d} x,\mathrm {d} y,\mathrm {d} z,\mathrm {d} t}.
Dans l'étude du mouvement d'un point mobile, donné par des fonctions {\displaystyle x(t),y(t),z(t)}, lors du passage du temps {\displaystyle t} à un temps infiniment voisin {\displaystyle t+\mathrm {d} t}, les variables d'espace subissent des accroissements donnés par les coordonnées du vecteur vitesse instantanée
On peut également donner l'accroissement vectoriel du vecteur position
Le mode d'introduction choisi cache la nécessité d'introduire les dérivées par un calcul de limite. En effet, même pour des variations très petites, il faudrait introduire un terme d'erreur.
Ces formules prennent pourtant un véritable statut mathématique, et sont parfaitement rigoureuses, si on définit correctement les « formes différentielles » {\displaystyle \mathrm {d} x,\mathrm {d} y,\mathrm {d} z,\mathrm {d} t,\mathrm {d} {\vec {\ell }}}.
On peut obtenir le déplacement total, c'est-à-dire la variation totale de la fonction position {\displaystyle t\mapsto {\vec {\ell }}(t)} entre deux points {\displaystyle a} et {\displaystyle b} (correspondant aux temps {\displaystyle t_{a}} et {\displaystyle t_{b}}) par un calcul d'intégrale :
C'est là une propriété générale des formes différentielles : il est possible de les « sommer » le long d'un chemin. Sur cet exemple, cela fournit un calcul de la variation globale d'une fonction.

### Différentielles totales
Les problèmes à plusieurs variables font un large emploi des notations différentielles. Quand elle existe, la différentielle d'une fonction {\displaystyle f} de deux variables {\displaystyle x,y} s'écrit à l'aide des dérivées partielles :
De nouveau, cette relation s'interprète physiquement, en termes de variations infinitésimales : pour calculer l'accroissement de {\displaystyle f}, on peut ajouter d'une part l'accroissement infinitésimal de {\displaystyle x} en considérant {\displaystyle y} fixé, d'autre part l'accroissement infinitésimal de {\displaystyle y} en considérant {\displaystyle x} fixé. On pourrait généraliser à plus de deux variables.
Ainsi, dans la description des systèmes thermodynamiques, les variables et fonctions d'état décrivent l'état d'un système à l'équilibre. Par exemple, pour le gaz parfait, l'équation {\displaystyle pV=nRT} permet d'exprimer le volume comme fonction de la pression et de la température, puis d'en calculer la différentielle
Lors d'une transformation, l'énergie thermique élémentaire échangée (improprement appelée quantité de chaleur) admet une expression de la forme
C'est une forme différentielle, un objet mathématique de même nature que les exemples précédents, mais qui ne peut pas s'écrire comme la différentielle d'une fonction des variables d'état {\displaystyle p,T} qui décrivent le système : il n'y a pas de fonction « chaleur », ce qui explique qu'on préfère la notation {\displaystyle \delta Q} à {\displaystyle \mathrm {d} Q}.
Les différentielles « totales » (ou « exactes »), issues de la différentiation d'une fonction, ne sont donc qu'un cas particulier des formes différentielles de degré 1. Une de leurs propriétés est que l'intégrale d'une forme différentielle exacte le long d'un chemin ne dépend que des extrémités {\displaystyle a} et {\displaystyle b} de ce chemin. Traduit en termes de thermodynamique, la variation d'une fonction d'état dépend uniquement des états final et initial du système à l'équilibre.

## Formes différentielles sur un ouvert de l'espace euclidien

### Modèles locaux
Les modèles locaux en géométrie différentielle sont les ouverts d'espaces vectoriels de dimension finie. Les objets et leurs propriétés peuvent se définir sur de tels espaces ; leurs invariances par difféomorphismes autorisent ensuite le passage aux variétés.
Soient E un espace vectoriel réel de dimension finie et U un ouvert de E. Une forme différentielle de degré 1 et de classe Ck sur U est une application ω de classe Ck de U dans l'espace dual E* de E. En chaque point u de U, ω(u) est donc une forme linéaire, qui peut être appliquée à un vecteur h de E : ω(u)(h) est donc un scalaire (un réel ou un complexe).
- Si f est une fonction de classe Ck+1 sur l'ouvert U, sa différentielle df est une forme différentielle de classe Ck.
- Si f est une application linéaire continue sur E, alors elle est de classe C∞ et df(u) = f pour tout point u de E.

En dimension finie, le choix d'une base de E permet d'exprimer les 1-formes différentielles. Si une base e = (e1, … , en) de E est donnée, il lui est associé la base duale de E*, notée (e1*, … , en*) : ei*, également notée xi, est la forme linéaire qui à tout vecteur associe sa i-ème coordonnée dans la base e. Sa dérivée en tout point u, dxi(u) = dei*(u) = ei* : h ↦ hi, est simplement notée dxi.
Toute forme linéaire sur u s'exprime de manière unique comme combinaison linéaire des ei* ; de même, la forme différentielle ω s'exprime de manière unique sous la forme :
où {\displaystyle a_{1},...,a_{n}} sont des fonctions de classe Ck sur U. Certains auteurs écrivent cette identité de manière plus condensée en utilisant la convention de sommation d'Einstein :
Pour une fonction f différentiable en un point u,

### Changement de coordonnées
L'algèbre linéaire montre comment l'expression d'une forme linéaire dans une base dépend de cette dernière. Plus exactement, son expression dans une nouvelle base se déduit par l'action de la transposée de la matrice de passage. Si e et f sont deux bases de E, et si {\displaystyle \scriptstyle \lambda =\sum _{i=1}^{n}a_{i}\mathrm {d} x_{i}=\sum _{i=1}^{n}b_{i}\mathrm {d} y_{i}} sont les expressions d'une même forme linéaire de E respectivement dans les deux bases, alors {\displaystyle b={}^{t}M.a} où M est la matrice de passage de e à f.
En géométrie différentielle se rencontrent des changements de coordonnées locales qui correspondent à des difféomorphismes. Il apparaît nécessaire de comprendre comment un difféomorphisme agit sur une 1-forme différentielle définie sur un ouvert d'un espace vectoriel. Si {\displaystyle \Phi :U\rightarrow V} est une application différentiable de classe Ck+1 entre deux ouverts d'un même espace vectoriel normé E et ω est une 1-forme différentielle de classe Ck sur V, on définit une 1-forme différentielle {\displaystyle \Phi ^{*}\omega } de classe Ck sur U, appelée image réciproque de ω, par :
L'expression des 1-formes différentielles a été choisie pour que les calculs puissent être menés sans difficulté. Si e et f sont deux bases de E, et que ω s'exprime dans la base f* :
alors l'expression de {\displaystyle \Phi ^{*}\omega } dans la base e* est :
Pour
{\displaystyle \Phi :\left]0,+\infty \right[\times \mathbb {R} \to \mathbb {R} ^{2}\setminus \{(0,0)\},(r,\theta )\mapsto (x,y)=(r\cos \theta ,r\sin \theta ),}
on trouve
{\displaystyle \Phi ^{*}({\rm {d}}x)=\cos \theta {\rm {d}}r-r\sin \theta {\rm {d}}\theta {\text{ et }}\Phi ^{*}({\rm {d}}y)=\sin \theta {\rm {d}}r+r\cos \theta {\rm {d}}\theta }
donc
{\displaystyle {\rm {d}}r=\Phi ^{*}\left({\frac {x{\rm {d}}x+y{\rm {d}}y}{\sqrt {x^{2}+y^{2}}}}\right){\text{ et }}{\rm {d}}\theta =\Phi ^{*}\left({\frac {x{\rm {d}}y-y{\rm {d}}x}{x^{2}+y^{2}}}\right).}

### Définition sur les variétés
Une variété M de classe Ck+1 peut être décrite comme un ensemble d'ouverts de l'espace E = ℝn, recollés par des difféomorphismes de classe Ck+1, les changements de cartes. Une 1-forme différentielle de classe Ck sur M est la donnée d'une 1-forme différentielle sur chacun de ces ouverts telle que ces formes se correspondent par l'action des changements de carte. Plus exactement, c'est un champ de formes linéaires sur les espaces tangents {\displaystyle T_{x}M}.

### Lien avec les champs de vecteurs
Si E est muni d'un produit scalaire (et de dimension finie), il existe un isomorphisme entre E et son dual. On peut donc établir une correspondance entre formes différentielles et champs de vecteurs : si ω est une forme différentielle sur U, il existe un unique champ de vecteurs X sur U tel que
À la notion de forme différentielle exacte ayant f pour primitive correspond alors celle de champ de gradient, dérivant du potentiel f :

## Exactitude
Lorsqu'une forme différentielle ω est la différentielle d'une certaine fonction f, on dit que ω est exacte et que f en est une primitive. Il existe des formes différentielles qui n'ont pas de primitive. Sur un ouvert connexe, lorsqu'une primitive existe, elle est unique à ajout d'une constante près.

### Forme différentielle fermée
Sur un ouvert U d'un espace de dimension n, une forme différentielle {\displaystyle \omega (u)=a_{1}(u)\mathrm {d} x_{1}+...+a_{n}(u)\mathrm {d} x_{n}} est dite fermée lorsque
Cette définition est invariante par changement de coordonnées (calcul immédiat). De fait, il est possible de définir les formes différentielles fermées sur une variété de dimension n comme des 1-formes différentielles s'exprimant ainsi dans des cartes locales.
En vertu du théorème de Schwarz, si une forme différentielle est exacte, elle est nécessairement fermée. Le lemme de Poincaré affirme que les deux propriétés sont équivalentes lorsque U est difféomorphe à un ouvert étoilé. Ce lemme se réinterprète en termes de cohomologie (voir ci-dessous).
Ce n'est pas le cas par exemple sur le plan ℝ2 privé du point 0 ; ainsi la forme différentielle suivante est fermée sans être exacte :
En effet (cf. § « Changement de coordonnées »), son image réciproque par le difféomorphisme local {\displaystyle \left]0,+\infty \right[\times \mathbb {R} \to \mathbb {R} ^{2}\setminus \{(0,0)\},(r,\theta )\mapsto (x,y)=(r\cos \theta ,r\sin \theta )} est la forme exacte dθ, donc son intégrale sur tout lacet faisant une fois le tour de l'origine, dans le sens trigonométrique, est non nulle (égale à 2π).

### Intégrale curviligne
Soit ω une forme différentielle de degré 1 sur un ouvert U et Γ = ([a, b], γ) un arc paramétré tracé sur U. L'intégrale de ω le long de Γ est définie comme
Si l'on reparamètre Γ en respectant l'orientation, la valeur de cette intégrale est inchangée. On peut donc parler d'intégrale de la forme différentielle le long d'un arc géométrique orienté.
Dans le cadre euclidien, la notion qui correspond à l'intégrale d'une forme différentielle le long d'un arc est la circulation du champ de vecteurs associé le long de cet arc.
Mais la définition ci-dessus a l'avantage de ne faire appel à aucune structure supplémentaire (alors que la circulation d'un champ de vecteurs fait intervenir le produit scalaire). Ainsi, cette définition s'étend telle que quand on passe des ouverts de ℝn aux variétés : pour tout t, γ'(t) est un vecteur tangent au point γ(t), ω(γ(t)) est une forme linéaire sur l'espace tangent en γ(t), et donc ω(γ(t))(γ'(t)) est un nombre, exactement comme dans le cas des ouverts de l'espace euclidien.

### Intégrale et primitives
Si ω est une forme différentielle exacte, de primitive f, son intégrale est donnée par
Dans ce cas, l'intégrale ne dépend que des extrémités de l'arc Γ. Notamment, si ce dernier est un arc fermé (γ(b) = γ(a)), l'intégrale est nulle.
En physique, le travail d'une force se calcule par une intégrale curviligne et, dans le cas d'une force conservative, ne dépend pas du chemin parcouru.
Sur une variété, une 1-forme différentielle est exacte si et seulement si son intégrale curviligne sur tout arc fermé est nulle. Elle est fermée si et seulement si son intégrale sur un arc fermé ne dépend de ce dernier qu'à homotopie près.

### Théorèmes de Green et de Stokes
Le théorème de Green concerne les formes différentielles sur un ouvert U du plan.
Soit D un domaine compact de U délimité par un lacet simple C, orienté dans le sens trigonométrique et C1 par morceaux. Soit {\displaystyle \omega =P\mathrm {d} x+Q\mathrm {d} y} une 1-forme de classe C1 sur U. Alors
Avec un cadre conceptuel convenable, le théorème peut être généralisé pour un ouvert U d'un espace de dimension plus grande. On obtient alors le théorème de Stokes.
Pour l'énoncer, il faut introduire la dérivée extérieure de ω. C'est une forme différentielle de degré 2, c'est-à-dire un champ sur U de formes bilinéaires antisymétriques. Son expression est donnée par la formule
Dans cette expression, les 2-formes {\displaystyle \mathrm {d} x_{i}\wedge \mathrm {d} x_{j}} sont les vecteurs de la base canonique de l'espace des formes bilinéaires antisymétriques sur E.
La différentielle extérieure de {\displaystyle \omega } est nulle si et seulement si ω est une forme différentielle fermée.
On considère alors une surface S de bord C. Moyennant des hypothèses de régularité et des conventions d'orientation convenables, on obtient le théorème de Stokes :
Ce théorème pourrait encore être étendu en considérant des formes différentielles de degré quelconque. Il est nécessaire pour cela d'introduire les concepts généraux d'algèbre extérieure, de différentielle extérieure, d'intégrale d'une forme différentielle.

### Premier groupe de cohomologie
Le premier groupe de cohomologie de de Rham est défini comme le quotient de l'espace des 1-formes différentielles fermées par le sous-espace des 1-formes différentielles exactes. Ce quotient est usuellement noté {\displaystyle H_{dR}^{1}(M)}.
L'ensemble des arcs fermés basés en un point x modulo homotopie forme un groupe pour la concaténation, appelé le groupe fondamental de M et noté π1(M). On peut montrer que l'intégration d'une forme différentielle fermée définit un morphisme de π1(M) dans ℝ. Par ce qui précède, ce morphisme est nul si et seulement si la forme différentielle est exacte. On dispose donc d'une application linéaire injective :
où hom désigne l'ensemble des morphismes de groupes, ici muni d'une structure naturelle de ℝ-espace vectoriel. Cette injection est un isomorphisme.
Par exemple, on a :